# Beleth

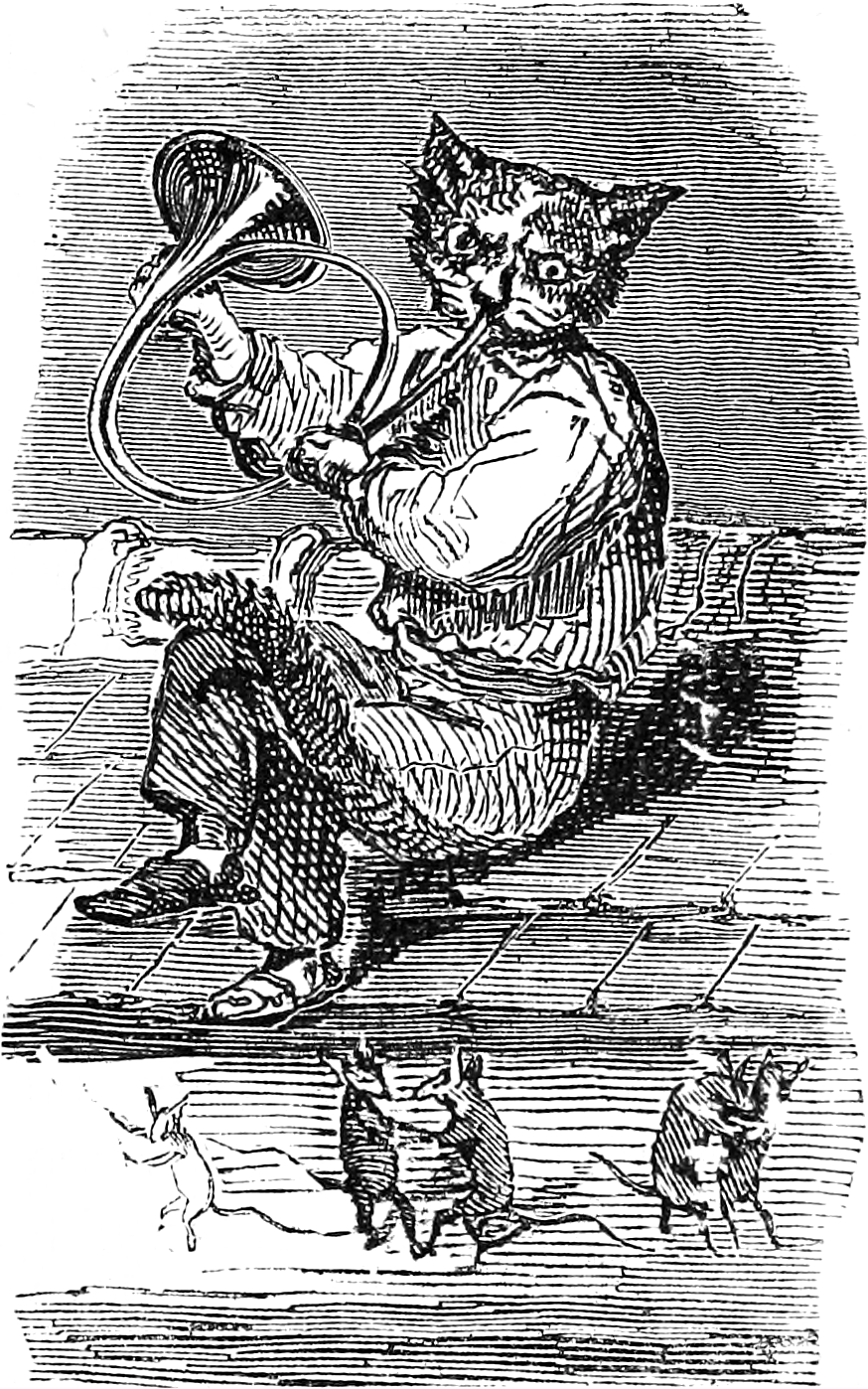
Ilustração de Beleth no Dictionnaire Infernal de Jacques Auguste Simon Collin de Plancy

Na demonologia, Beleth e também pronunciado, Bilet, Bileth e Byleth, é um poderoso e terrível Rei do Inferno, que tem oitenta e cinco legiões de demónios sob seu comando. Na sua descrição, ele monta um cavalo pálido, e todo o tipo de música é ouvida antes dele, segundo a maioria dos autores sobre demonologia e os mais conhecidos nos grimorios.
Segundo a Pseudomonarquia Daemonum, Cam, o filho de Noé, foi o primeiro a invoca-lo após o dilúvio, e escreveu um livro sobre Matemática com a sua ajuda.
Quando apareceu, ele reagiu de forma muito feroz para amedrontar o mágico ou para ver se ele era corajoso. O mágico deve ser corajoso, e segurando um bastão de "hazel" na mão, deve invocar um triângulo, para o Sul, Leste, e para cima, Beleth ficará assim, comandado por meio dessas evocações. 
Se ele não obedecer, o mágico deve ensaiar evocações, dizendo que irá ameaçar a todos e, em seguida, Beleth irá obedecer e fazer tudo o que ele é comandado. Mas o mágico deve ser respeitoso e fazer uma homenagem a Beleth, devido a sua classificação, e manter um anel de prata no dedo médio da mão esquerda contra o seu rosto, como é o uso de reis e príncipes infernais, antes de Amaymon.
Beleth dá todo o amor do homem e da mulher, comandado pelo mágico até ele esteja satisfeito.